# Antonio Colombo (1947)
Antonio Colombo (Mezzago, 30 novembre 1947) è un allenatore di calcio ed ex calciatore italiano, di ruolo stopper. Con I Grigi detiene i record di presenze in campionato, coppa Italia e in tutte le competizioni ufficiali.

## Carriera

### Giocatore
Cresciuto nel Legnano, legò il suo nome all'Alessandria, club al quale arrivò nel 1968 in seguito alla trattativa che portò in maglia lilla il difensore Oscar Lesca e con cui disputò quindici campionati, fino a fine carriera. È a tutt'oggi il calciatore che vanta più presenze in maglia grigia (465), davanti a Mario Pietruzzi e Renato Cattaneo. Con i piemontesi ha vinto nel 1972-1973 la Coppa Italia Semiprofessionisti e nel 1973-1974 ha ottenuto la promozione in Serie B.

### Allenatore
Al termine della sua carriera di calciatore rimase all'interno della società piemontese. Lavorò nel settore giovanile, fu più volte allenatore in seconda affiancando tra gli altri Carlo Tagnin e Giorgio Roselli e traghettò la prima squadra nelle stagioni 1983-1984, in cui rilevò Natalino Fossati, e 1989-1990, in cui sostituì il dimissionario Renzo Melani.
Dopo il fallimento della società, nel 2003, seguì le giovanili della Novese e l'Asca di Alessandria, per poi rientrare a far parte dello staff dei Grigi nel 2008.

## Statistiche

### Presenze e reti nei club
| Stagione           | Squadra            | Campionato         | Campionato | Campionato | Coppe nazionali | Coppe nazionali | Coppe nazionali | Coppe continentali | Coppe continentali | Coppe continentali | Altre coppe | Altre coppe | Altre coppe | Totale | Totale |
| Stagione           | Squadra            | Comp               | Pres       | Reti       | Comp            | Pres            | Reti            | Comp               | Pres               | Reti               | Comp        | Pres        | Reti        | Pres   | Reti   |
| ------------------ | ------------------ | ------------------ | ---------- | ---------- | --------------- | --------------- | --------------- | ------------------ | ------------------ | ------------------ | ----------- | ----------- | ----------- | ------ | ------ |
| 1967-1968          | Legnano            | C                  | 32         | 0          | -               | -               | -               | -                  | -                  | -                  | -           | -           | -           | 32     | 0      |
| 1968-1969          | Alessandria        | C                  | 32         | 0          | -               | -               | -               | -                  | -                  | -                  | -           | -           | -           | 32     | 0      |
| 1969-1970          | Alessandria        | C                  | 34         | 0          | -               | -               | -               | -                  | -                  | -                  | -           | -           | -           | 34     | 0      |
| 1970-1971          | Alessandria        | C                  | 35         | 0          | -               | -               | -               | -                  | -                  | -                  | -           | -           | -           | 35     | 0      |
| 1971-1972          | Alessandria        | C                  | 8          | 0          | -               | -               | -               | -                  | -                  | -                  | -           | -           | -           | 8      | 0      |
| 1972-1973          | Alessandria        | C                  | 20         | 0          | CI-S            | 11              | 1               | -                  | -                  | -                  | -           | -           | -           | 31     | 1      |
| 1973-1974          | Alessandria        | C                  | 35         | 0          | CI-S            | 4               | 0               | -                  | -                  | -                  | -           | -           | -           | 39     | 0      |
| 1974-1975          | Alessandria        | B                  | 35         | 1          | CI              | 4               | 0               | -                  | -                  | -                  | -           | -           | -           | 39     | 1      |
| 1975-1976          | Alessandria        | C                  | 33         | 1          | CI-S            | 5               | 0               | -                  | -                  | -                  | -           | -           | -           | 38     | 1      |
| 1976-1977          | Alessandria        | C                  | 37         | 2          | CI-S            | 12              | 1               | -                  | -                  | -                  | -           | -           | -           | 49     | 3      |
| 1977-1978          | Alessandria        | C                  | 38         | 0          | CI-S            | 4               | 0               | -                  | -                  | -                  | -           | -           | -           | 42     | 0      |
| 1978-1979          | Alessandria        | C1                 | 33         | 1          | CI-S            | 7               | 1               | -                  | -                  | -                  | -           | -           | -           | 40     | 2      |
| 1979-1980          | Alessandria        | C1                 | 18         | 0          | CI-S            | 0               | 0               | -                  | -                  | -                  | -           | -           | -           | 18     | 0      |
| 1980-1981          | Alessandria        | C2                 | 19         | 0          | CI-S            | 4               | 0               | -                  | -                  | -                  | -           | -           | -           | 23     | 0      |
| 1981-1982          | Alessandria        | C1                 | 29         | 0          | CI-C            | 3               | 0               | -                  | -                  | -                  | -           | -           | -           | 32     | 0      |
| 1982-1983          | Alessandria        | C2                 | 1          | 0          | CI-C            | 4               | 0               | -                  | -                  | -                  | -           | -           | -           | 5      | 0      |
| Totale Alessandria | Totale Alessandria | Totale Alessandria | 407        | 5          |                 | 58              | 3               |                    | -                  | -                  |             | -           | -           | 465    | 8      |
| Totale carriera    | Totale carriera    | Totale carriera    | 439        | 5          |                 | 58              | 3               |                    | -                  | -                  |             | -           | -           | 497    | 8      |

## Palmarès

### Giocatore

#### Competizioni nazionali
- Coppa Italia Semiprofessionisti: 1

Alessandria: 1972-1973
- Campionato italiano Serie C: 1

Alessandria: 1973-1974 (girone A)
- Campionato italiano Serie C2: 1

Alessandria: 1980-1981 (girone A)